# Comitato Olimpico Nazionale Bielorusso
Il Comitato Olimpico Nazionale Bielorusso (noto anche come Comité olympique biélorusse o Национальный олимпийский комитет Республики Беларусь in russo) è un'organizzazione sportiva bielorussa, nata nel 1991 a Minsk, Bielorussia.
Rappresenta questa nazione presso il Comitato Olimpico Internazionale (CIO) dal 1993 ed ha lo scopo di curare l'organizzazione ed il potenziamento dello sport in Bielorussia e, in particolare, la preparazione degli atleti bielorussi, per consentire loro la partecipazione ai Giochi olimpici. Il comitato, inoltre, fa parte dei Comitati Olimpici Europei.
L'attuale presidente dell'organizzazione è Viktor Lukashenko, mentre la carica di segretario generale è occupata da George Katulin.